# وزارت دفاع دانمارک
وزارت دفاع دانمارک (دانمارکی: Forsvarsministeriet) از وزارتخانه‌های دولت دانمارک است، که وظیفه پشتیبانی لجستیک از نیروهای دفاعی دانمارک را برعهده دارد و در سال ۱۹۵۰ تأسیس شد.
وزارت دفاع وزارتخانه‌ای در دولت دانمارک است. این وزارتخانه مسئول برنامه‌ریزی کلی، توسعه و هدایت استراتژیک کل حوزه مسئولیت وزیر دفاع، از جمله نیروهای مسلح دانمارک و بخش مدیریت اضطراری است. این وزارتخانه، وزارت دفاع دانمارک است و به عنوان دبیرخانه وزیر دفاع دانمارک فعالیت می‌کند.
همچنین، اداره‌کننده شرقی‌ترین سرزمین دانمارک، مجمع‌الجزایر کوچک ارتولمن، است که اداره‌کننده آن توسط وزارتخانه استخدام شده است.